# Бенесат
Бенесат (рум. Benesat) — село у повіті Селаж в Румунії. Адміністративний центр комуни Бенесат.
Село розташоване на відстані 395 км на північний захід від Бухареста, 31 км на північний схід від Залеу, 74 км на північ від Клуж-Напоки.

## Населення
За даними перепису населення 2002 року у селі проживали 524 особи.
Національний склад населення села:
| Національність | Кількість осіб | Відсоток |
| -------------- | -------------- | -------- |
| румуни         | 419            | 80,0%    |
| угорці         | 105            | 20,0%    |

Рідною мовою назвали:
| Мова      | Кількість осіб | Відсоток |
| --------- | -------------- | -------- |
| румунська | 419            | 80,0%    |
| угорська  | 105            | 20,0%    |